# ازدواج همجنس در گرینلند
ازدواج همجنس در گرینلند (انگلیسی: Same-sex marriage in Greenland) ازدواج همجنس گرایان از ۱ آوریل ۲۰۱۶ در گرینلند قانونی شده‌است. قانون ازدواج همجنس گرایان به اتفاق آرا در ۲۶ مه ۲۰۱۵ به تصویب رسید. در ۱۹ ژانویه ۲۰۱۶ توسط فلکتین تأیید شد و این قانون در ۳ فوریه موافقت سلطنتی را دریافت کرد. گرینلند، یک قلمرو خودمختار در قلمرو پادشاهی دانمارک، قبلاً از ۱ ژوئیه ۱۹۹۶ تا ۱ آوریل ۲۰۱۶، شراکت ثبت شده را برای زوج‌های همجنس به رسمیت شناخته بود.